# ポートランドeプリ
ポートランドeプリ（英: Portland ePrix ）は、アメリカ合衆国のポートランド・インターナショナル・レースウェイで行われるフォーミュラE世界選手権レースの1戦である。

## 概要
2023年より開催。舞台はオレゴン州ポートランドに所在しており、NASCARやインディカー・シリーズでも使われるポートランド・インターナショナル・レースウェイで行われる。また、アメリカ西部での開催は2015年のロングビーチeプリ以来となる。

## 過去の結果
| 年           | サーキット                                     | 勝者                                 | エントラント                                  |
| ------------ | ---------------------------------------------- | ------------------------------------ | --------------------------------------------- |
| 2023         | ポートランド・インターナショナル・レースウェイ | ニック・キャシディ                   | エンヴィジョン・レーシング                    |
| 2024 レース1 | ポートランド・インターナショナル・レースウェイ | アントニオ・フェリックス・ダ・コスタ | タグ・ホイヤー・ポルシェ・フォーミュラEチーム |
| 2024 レース2 | ポートランド・インターナショナル・レースウェイ | アントニオ・フェリックス・ダ・コスタ | タグ・ホイヤー・ポルシェ・フォーミュラEチーム |